# Bierwart
Bierwart (en wallon Bièrau) est une section de la commune belge de Fernelmont située en Région wallonne dans la province de Namur.
C'était une commune à part entière avant la fusion des communes de 1977. 
Elle se situe plus exactement entre le village de Pontillas (commune de Fernelmont, en Province de Namur), de Hannêche (commune de Burdinne, située en Province de Liège), Waret-l'Évêque (commune de Héron, située également en Province de Liège) et Forville (commune de Fernelmont, en Province de Namur). 
Ce village est principalement connu pour sa production de Petit-gris.

## Évolution démographique
- Source: DGS, 1831 à 1970=recensements population, 1976= habitants au 31 décembre

## Patrimoine et culture

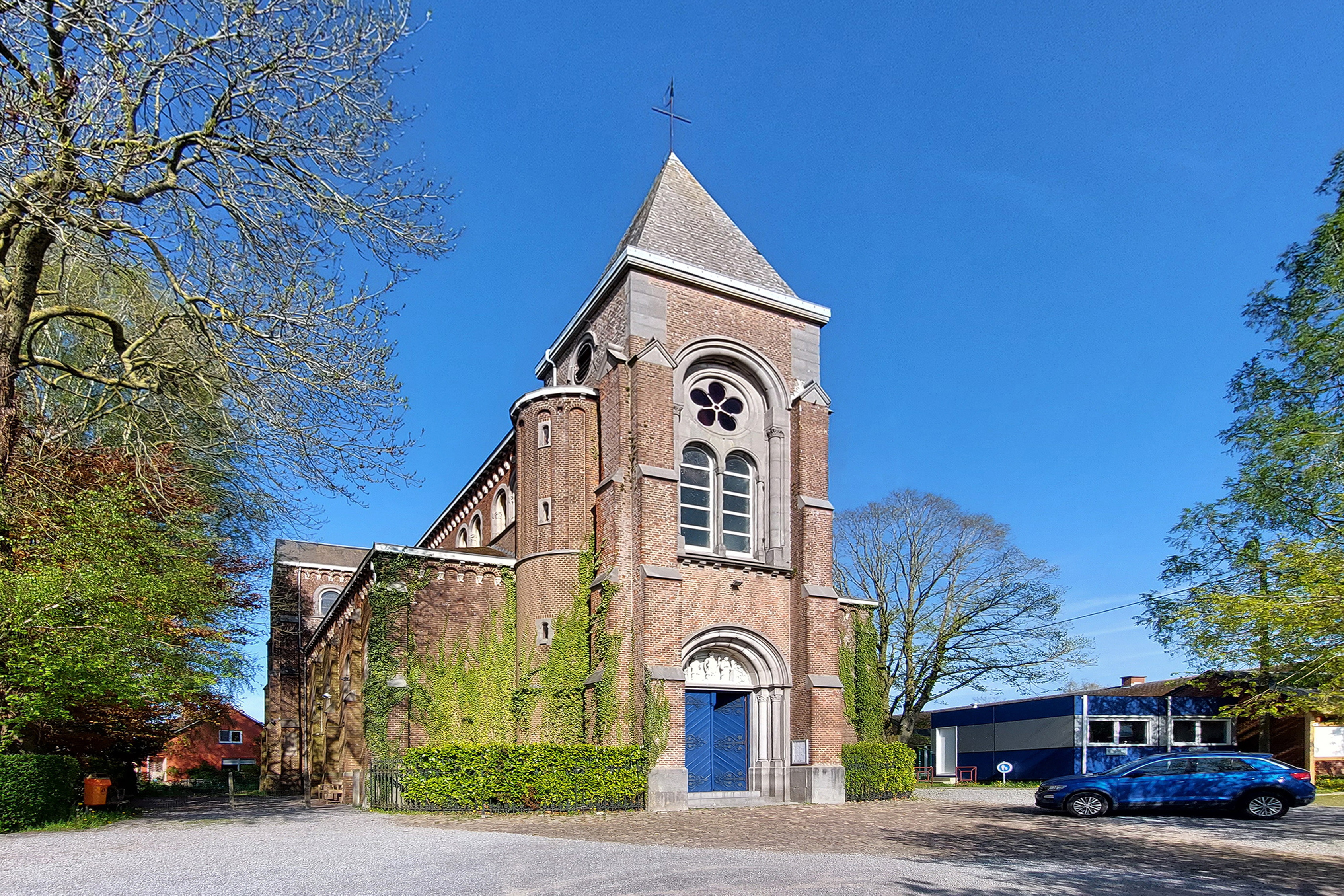
L'église Saint-Denis.

### Patrimoine architectural
- Eglise Saint-Denis. Construite en 1872 en style néo-roman par l'architecte Blandot[2], le clocher a été réduit.
- Ferme d'Otreppe. Citée comme propriété du seigneur de la Haye et de dame de Brusse au début du XVIIe siècle[2].
- Château-ferme de Bierwart, rue de Hannut. Sous l'Ancien Régime était le siège d'une seigneurie foncière qui passa aux mains des familles Haneffe, Hun, Hamal et des Harscamp à partir de 1675[3].